# Beni Yagoub
Beni Yagoub (em árabe: بنى يعقوب), também escrito Benyacoub, é uma cidade e comuna localizada na província de Djelfa, Argélia. Segundo o censo de 2008, a população total da cidade era de 9 940 habitantes.